# FDP-Europatag 2004 (März)
Koordinaten: 50° 43′ 10,1″ N, 7° 7′ 27,3″ O

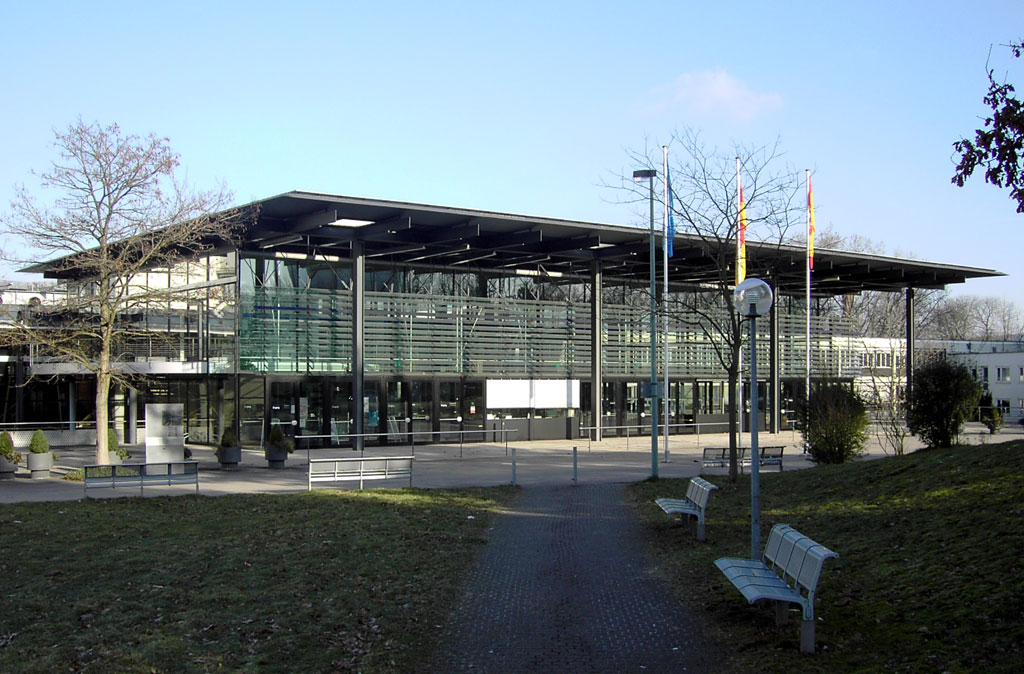
Bundeshaus Bonn – Neuer Plenarsaal

Die Wiederholung des Europatags 2004 vom Januar 2004 hielt die FDP am 28. März 2004 in Bonn ab. Es handelte sich um eine Bundesvertreterversammlung zur Aufstellung der Liste zur Europawahl 2004. Die Versammlung fand im neuen Plenarsaal des Bundeshauses (Internationales Kongresszentrum Bundeshaus Bonn) statt.

## Verlauf
Wegen eines Formfehlers bei der Wahl auf dem Europatag vom 17. Januar 2004 musste die Bundesvertreterversammlung gut zwei Monate später wiederholt werden und fand in Bonn statt. Dabei wurde die Wahl von Silvana Koch-Mehrin aus Baden-Württemberg als Spitzenkandidatin sowie von Alexander Graf Lambsdorff aus Nordrhein-Westfalen und Jorgo Chatzimarkakis aus dem Saarland auf den weiteren Plätzen für die Europawahl im Juni 2004 bestätigt. 

## Kandidatenliste

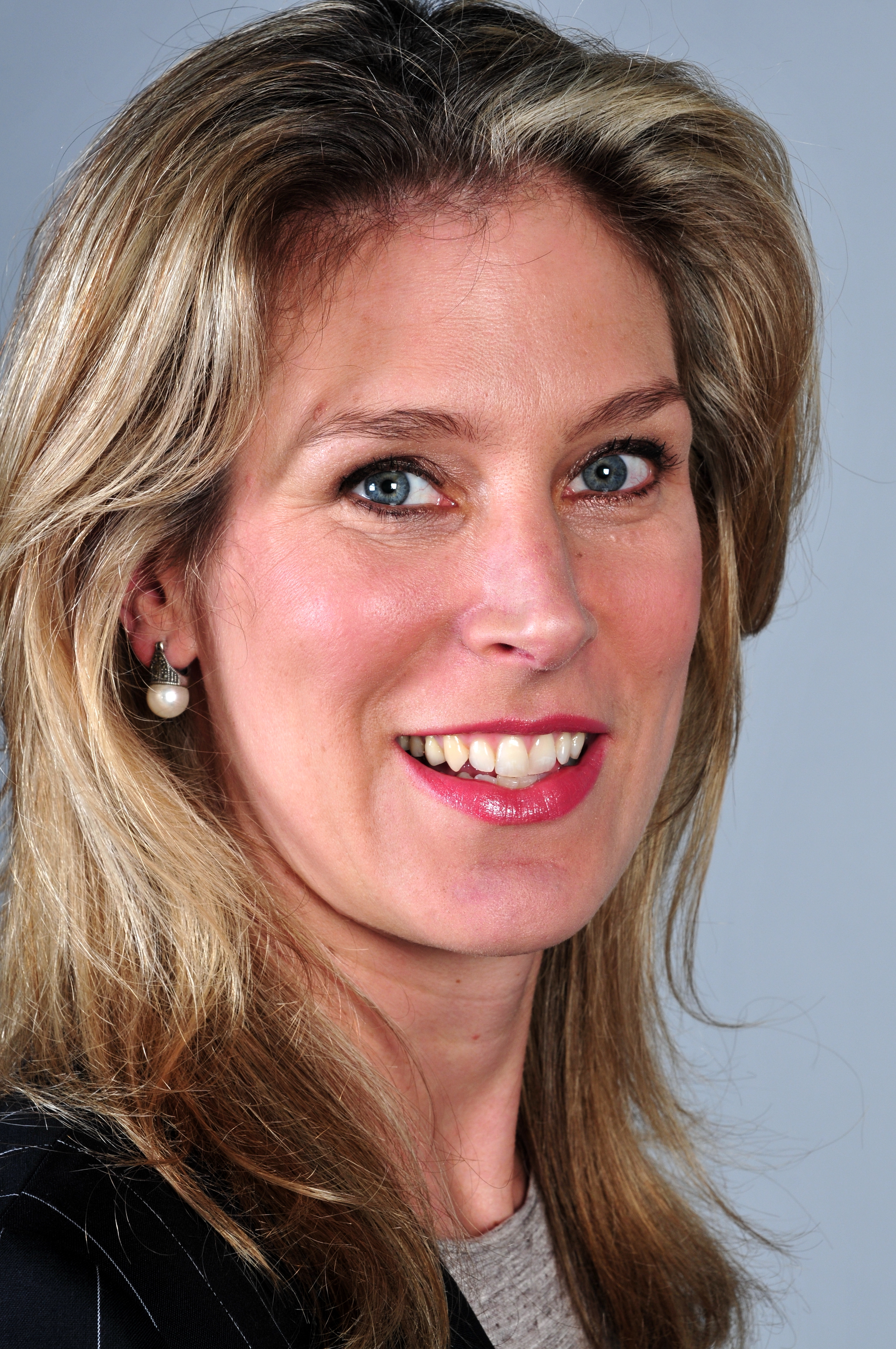
Silvana Koch-Mehrin

Die Kandidaten 1 bis 20 nach Listenplätzen:
1. Silvana Koch-Mehrin (Baden-Württemberg)
2. Alexander Graf Lambsdorff (Nordrhein-Westfalen)
3. Jorgo Chatzimarkakis (Saarland)
4. Wolf Klinz (Hessen)
5. Willem Schuth (Niedersachsen)
6. Alexander Alvaro (Junge Liberale/Nordrhein-Westfalen)
7. Holger Krahmer (Sachsen)
8. Dietmar Bachmann (Baden-Württemberg)
9. Christoph Giesa (Rheinland-Pfalz)
10. Dirk Schattschneider (Nordrhein-Westfalen)
11. Susanne Meyer (Bayern)
12. Stefan Beißwenger (Berlin)
13. Michaela Blunk (Schleswig-Holstein)
14. Andreas Koch (Sachsen-Anhalt)
15. Volker Weber (Thüringen)
16. Michael Stroh (Brandenburg)
17. Gregor von Rosen (Hamburg)
18. Sebastian Ratjen (Mecklenburg-Vorpommern)
19. Rolf Stuchtey (Bremen)
20. Hans Joachim Stockschläger (Nordrhein-Westfalen)

## Wahlergebnis
Die FDP errang am 13. Juni 2004 bei der Europawahl in Deutschland 6,1 Prozent der Stimmen und die ersten sieben liberalen Abgeordneten von der Kandidatenliste zogen in das Europaparlament ein.